# Rio Rita (1929)
Rio Rita é um filme estadunidense de 1929 do gênero comédia musical, dirigido por Luther Reed e estrelado por Bebe Daniels e John Boles. O roteiro, do próprio diretor, foi baseado em peça teatral homônima de Guy Bolton e Frederick A. Thompson, que ficou em cartaz sessenta e duas semanas na Broadway. O filme foi um dos maiores sucessos do ano, tendo arrecadado dois milhões e quatrocentos mil dólares.
A sequência final, a bordo de um barco, foi filmada em Technicolor primitivo, de duas cores.
Das dezoito canções que compôem a trilha sonora, escritas por Harry Tierney e Joseph McCarthy, You're Always in My Arms foi composta especialmente para o filme.
Em 1942, após adquirir os direitos da história, a MGM lançou sua própria versão, estrelada por Abbott e Costello.

## Sinopse
No Velho Oeste do século XIX, o Texas Ranger Jim Stewart persegue o bandido El Kinkajou, a quem não conhece pessoalmente. Ele e Rita, uma mexicana de sangue irlandês, encontram-se e se apaixonam. Contudo, o fato do irmão de Rita ser um dos suspeitos atrapalha o namoro. Mais tarde, Rita corre o risco de casar-se com o vilão Ravenoff.
Em trama paralela, Chick quer divorciar-se e para isso contrata Lovett, um advogado inescrupuloso.

## Elenco

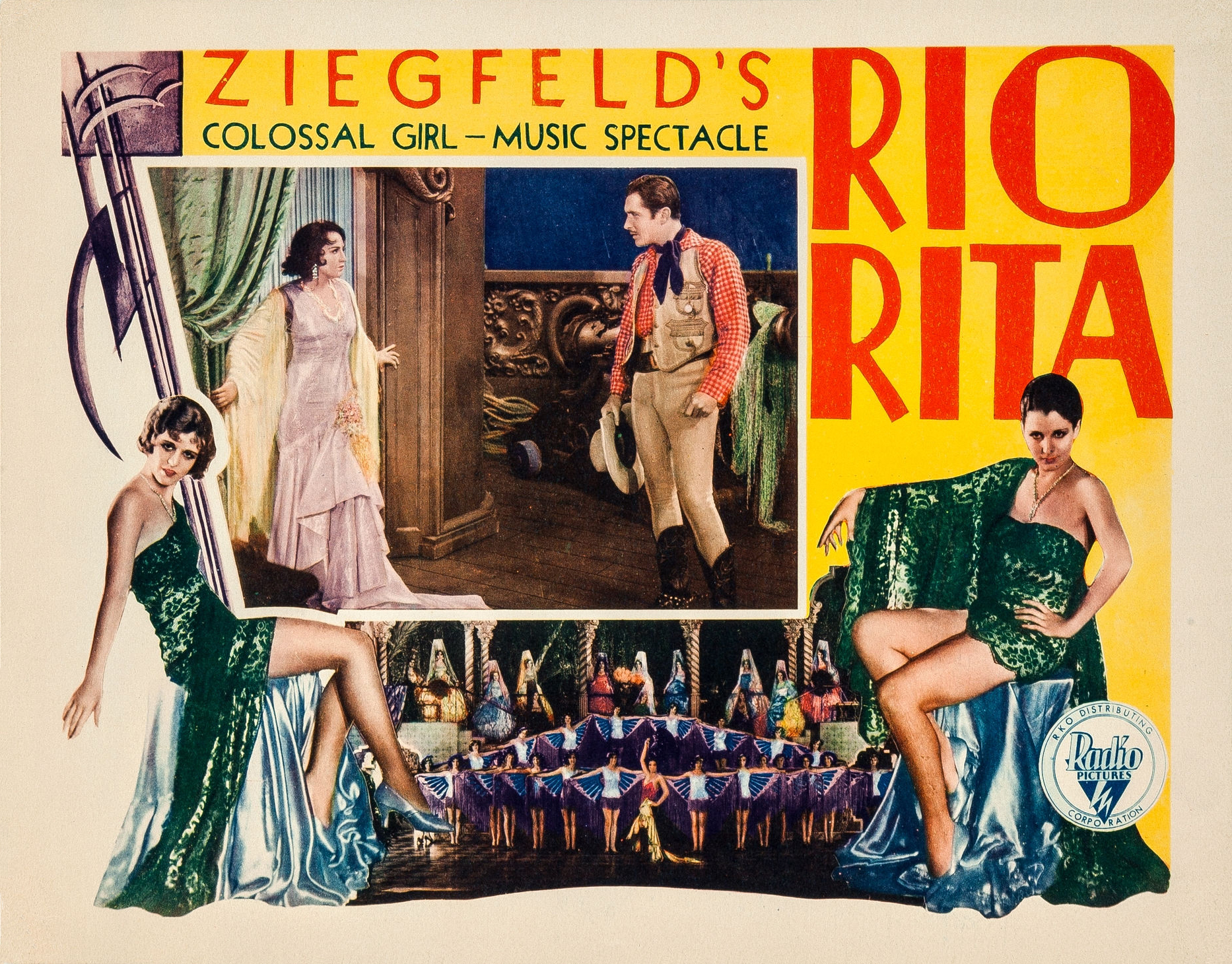
Lobby card do filme.

| Ator/Atriz       | Personagem          |
| ---------------- | ------------------- |
| Bebe Daniels     | Rita Ferguson       |
| John Boles       | Capitão Jim Stewart |
| Bert Wheeler     | Chick Bean          |
| Robert Woolsey   | Ned Lovett          |
| Dorothy Lee      | Dolly Bean          |
| Don Alvarado     | Roberto Ferguson    |
| Georges Renavent | General Ravinoff    |
| Helen Kaiser     | Senhora Katie Bean  |